# 수프림 (브랜드)
수프림(Supreme)은 1994년 4월 뉴욕에 설립된 미국의 스케이트보드 라이프스타일 브랜드이다.
이 브랜드는 스케이트보드와 힙합 문화, 그리고 일반적으로 청소년 문화를 타겟으로 한다. 이 브랜드는 옷과 액세서리를 생산하고 스케이트보드 또한 생산한다.
하얀색 헤비 푸투라 사선 폰트의 "Supreme"이 새겨진 빨간색 박스 로고는 주로 바바라 크루거의 선전 예술에 바탕을 두고 있다.
수프림은 목요일 아침 유럽과 미국에서는 목요일 아침, 일본에서는 토요일 아침에 그들의 웹사이트와 전세계 소매점을 통해 신제품을 통해 신제품을 출시한다.
수프림은 VF Corporation의 소유이다.

## 역사
이 브랜드는 1994년 제임스 제비아에 의해 설립되었다.
1994년 4월 맨하탄 시내의 라파예트 거리의 오래된 사무실 공간에 첫 번째 슈프림 매장이 문을 열었다.
매장 배치를 위한 독특한 디자인으로 스케이트 선수들을 염두에 두고 설계되었다.가게의 둘레에 옷을 배치함으로써, 넓은 중앙 공간은 배낭을 멘 스케이트 선수들이 가게 안으로 스케이트를 탈 수 있게 해주었고, 여전히 편안함을 느낄 수 있게 해주었다. 이 가게에는 1994년 팀의 핵심 스케이터들이 있었는데, 고인이 된 배우 저스틴 피어스와 해롤드 헌터가 참여했고, 첫 번째 직원들은 영화 래리 클라크의 '키즈'에서 나온 엑스트라들이었다.
2004년, 두 번째 장소는 캘리포니아 로스엔젤레스에 있는 노스 페어팩스 에이브에 문을 열었는데, 이것은 원래 뉴욕 가게의 거의 두 배 크기이고 실내 스케이트 그릇을 특징으로 하였다.다른 지역들은 2016년에 문을 연 파리, 2011년 9월에 문을 연 런던, 도쿄(하라주쿠, 다이카야마, 시부야), 나고야, 오사카, 후쿠오카 등이다.추가적인 위치의 매장들은 원래의 Lafayette Street Street 상점의 디자인을 모방하며, 상점들은 회전하는 예술 전시를 특징으로 하며, 비디오와 음악을 사용하여 관심을 끌고 있다.
슈프림사는 자체 의류 브랜드뿐만 아니라 반스, 나이키SB, 스핏파이어, 트래셔, 걸 디스트리뷰션 등 다른 스케이트보드 브랜드도 보유하고 있다.
James Jebbia는 Supreme 릴리즈가 "제한적"으로 분류되지 않을 것이라고 말한다. 그러나 "아무도 원하지 않는 것에 얽매이고 싶지 않기 때문에 제품을 단기 판매한다."라고 말하였다.
2017년 10월, 슈프림 사는 뉴욕 브루클린의 윌리엄스버그 부근에 11번째 가게이자 두 번째 가게를 열었다. 2017년 10월 6일, James Jebbia는 이 라벨이 회사의 약 50%(약 5억 달러)의 상당한 지분을 사모펀드인 Carlyle Group에 매각했음을 확인했다. 2019년 2월 25일, 슈프림 사는 원래 맨해튼의 위치를 274 라파예트 거리에서 190 보워리로 옮겼다.
2019년 10월 샌프란시스코의 마켓 스트리트에, 슈프림 사는 12번째 매장을 열었다.
2020년 11월, VF Corporation은 21억 달러에 모든 현금 거래를 통해 Supreme을 인수하기로 합의했다고 발표했다.

## 상표
Supreme은 북미, 유럽, 아시아를 포함한 많은 국가에서 상표를 부여받았다.
2018년, 슈프림 사는 이탈리아 법정에서 소송에서 패소했고, 유럽연합은 상표를 등록하기를 거부했기 때문에 슈프림에서 제조하지 않은 "수프림" 품목은 이탈리아와 스페인에서 쉽게 팔 수 있었다. 삼성은 중국에서 가짜 수프림 브랜드와 판촉 계약을 체결할 수 있었다.
2020년 8월, Supreme은 유럽연합 지적 재산국으로부터 유럽연합 전체 27개 회원국의 상표에 대한 독점권과 소유권을 받았다. 2020년에 슈프림사는 중국 상표를 취득했다.

## 수상
2018년에 슈프림(Supreme)은 미국 남성복 디자이너 협회상을 수상했다.

## 마케팅
패션 사진작가 테리 리처드슨은 마이클 조던, 개구리 커밋, 스리 6 마피아, 루 리드, 레이디 가가, 닐 영, 구찌 메인, 나스, 모리세이 등 이 브랜드의 가장 주목할 만한 사진들을 제작했다.

## 협업
케네스 카펠로는 수프림 티셔츠를 만들었는데, 마이크 타이슨, 딥셋, 랙원 같은 유명인사들의 사진이 들어갔다.
2019년 당시 오클랜드 레이더스의 와이드 리시버 안토니오 브라운은 레인저스의 2019 시즌 첫 훈련 캠프에서 47 브랜드와 공동으로 제작한 의상을 입고 있는 모습이 목격되었다.
무라카미 타카시와의 협력으로 COVID-19 구제를 위해 100만 달러를 모금했다.

## 세계적인 인기
Supreme 브랜드는 중국, 일본, 그리고 가장 최근 미국에서 인기가 있다.